# Cerkev Naše Gospe Marije Sionske
Cerkev Naše Gospe Marije Sionske je etiopska tevahedo pravoslavna cerkev, za katero se trdi, da vsebuje skrinjo zaveze.
Cerkev stoji v mestu Aksum v regiji Tigraj v severni Etiopiji, v bližini območja obeliskov v Aksumu. Prvotna cerkev naj bi bila zgrajena v času vladavine Ezane, prvega krščanskega vladarja Aksumskega kraljestva (današnja Eritreja in Etiopija), v 4. stoletju našega štetja, in je bila od takrat večkrat obnovljena. Ženskam ni dovoljen vstop v »staro cerkev«; blažena Devica Marija, ki predstavlja arhetip skrinje, je edina ženska, ki ji je dovoljeno vstopiti v prostore.

## Zgodovina
Od ustanovitve med škofovanjem Frumentija, prvega škofa v Aksumu (v Etiopiji znan kot Abune Selama Kesatie Birhan ali 'Naš Oče miru, razodevalec luči') je bila cerkev Marije Sionske vsaj dvakrat uničena in obnovljena. Njeno prvo domnevno uničenje se je zgodilo v času kraljice Gudit v 10. stoletju. Njeno drugo, potrjeno, uničenje se je zgodilo v 16. stoletju v času Ahmada ibn Ibrahima al-Ghazija, nakar jo je cesar Gelavdevos ponovno zgradil, nato pa Fasilides v 17. stoletju še dodatno obnovil in razširil. Francisco Álvares, ki je bil v Etiopiji pred njenim uničenjem, jo opisuje takole:
»zelo plemenita cerkev, prva je bila v Etiopiji: imenuje se Marija iz Siona. Pravijo, da je tako imenovana, ker je njen oltarni kamen prišel s Siona. V tej državi (kot pravijo) imajo navado vedno imenovati cerkve po oltarnem kamnu, ker je na njem napisano ime zavetnika, ki ga imajo v tej cerkvi, pravijo, da so ga apostoli poslali z gore Sion; ta cerkev ima pet ladij dobra širina in velika dolžina, obokana zgoraj, vsi oboki pa so poslikani, spodaj pa je telo cerkve dobro obdelano z lepim rezanim kamnom; ima sedem kapelic, vse s hrbtom obrnjene proti vzhodu in njihovi oltarji so dobro okrašeni, le da so nizki in z glavami segajo do obokane strehe. Ta cerkev nima zelo velik ambulatorij, tlakovan s ploščami, kot so pokrovi grobnic. Sestavljen je iz zelo visokega zidu in ni pokrit kot pri drugih cerkvah, ampak je ostal odprt. Ta cerkev ima velik ograjen prostor, obdana pa je tudi z drugim večjim ograjenim prostorom, kot je obzidje velikega mesta. Znotraj tega ograjenega prostora so čudovite skupine enonadstropnih stavb, ki iz vseh izlivajo vodo z močnimi kamnitimi figurami levov in psov [različnih barv]. Znotraj tega velikega ograjenega prostora sta dva dvorca, eden na desni in drugi na levi strani, ki pripadata obema rektorjema cerkve; in druge hiše so kanonikov in menihov.«
Cerkev svete Marije Sionske je bila tradicionalno mesto, kamor so prihajali na kronanje etiopski cesarji. Kar je dejansko pomenilo, da če cesar ni bil okronan v Aksumu ali če njegovega kronanja ni vsaj potrdila posebna služba v St. Mariji Sionski, ga ni bilo mogoče omenjati z naslovom »Atse«.
Cerkev je pomembno romarsko središče za etiopsko pravoslavno cerkev Tevahedo, zlasti med »praznikom Marije Sionske« 30. novembra (21. hidar po etiopskem koledarju).

### Tigrajska vojna
Sredi decembra 2020 med tigrejsko vojno so po Evropskem zunanjem programu za Afriko (EEPA) militanti pripeljali in ubili 750 ljudi, ki so se skrivali v cerkvi. Domačini so sumili, da nameravajo ukrasti skrinjo zaveze, vendar do danes niso našli nobenih dokazov o teh obtožbah.
Novejše poročilo Amnesty International kaže na vojne zločine, ki so jih zagrešile eritrejske enote v Aksumu in njegovi okolici, ter na dejansko desakralizacijo cerkve, vendar teh poročil ni potrdila neodvisna preiskava ali etiopska komisija za človekove pravice.
Etiopska vlada je forenzičnim preiskovalcem preprečila dostop do cerkvenega zemljišča.

## Skrinja zaveze
Cerkev svete Marije Sionske trdi, da vsebuje originalno skrinjo zaveze.
Skladno s tem je bila skrinja prestavljena v Kapelo tabel poleg stare cerkve, ker je božanska 'vročina' iz plošč razpokala kamne njenega prejšnjega notranjega svetišča. Etiopska cesarica Menen je financirala gradnjo nove sedanje kapele.
Po pobožnem izročilu je Skrinja prišla v Etiopijo s prestolonaslednikom Menelikom I., potem ko je obiskal svojega očeta kralja Salomona v Jeruzalemu.
9. junija 1992 je nekdanji profesor etiopskih študij na Univerzi v Londonu, Edward Ullendorff, izjavil, da je osebno pregledal skrinjo v cerkvi leta 1941, ko je služil kot častnik britanske vojske. Skrinjo je opisal kot prazno in »konstrukcijo iz srednjega do poznega srednjega veka, ko so bile izdelane ad hoc«.
Trenutno si lahko samo menih varuh ogleda skrinjo v skladu s svetopisemskimi poročili o nevarnostih, ki jih to predstavlja za ne-Kohanim. Zaradi tega pomanjkanja dostopnosti in vprašanj o poročilu kot celoti so tako Etiopijci kot tuji učenjaki izrazili dvom o verodostojnosti trditve. Redovnika gvardijana dosmrtno imenuje njegov predhodnik, preden predhodnik umre. Če dosedanji gvardijan umre, ne da bi imenoval naslednika, potem menihi samostana izvedejo volitve, da izberejo novega gvardijana. Gvardijan je nato do konca življenja zaprt v kapeli skrinje zaveze, molitev pred njim in darovanje kadila.

### Drugi viri
- Stuart Munro-Hay (2005), The Quest for the Ark of the Covenant, Ch. 6